# Prélude et fugue en si bémol majeur (BWV 866)
Le Clavier bien tempéré I
Pour un article plus général, voir Le Clavier bien tempéré.
Le prélude et fugue en si bémol majeur (BWV 866) est le vingt-et-unième couple de préludes et fugues du premier livre du Clavier bien tempéré de Jean-Sébastien Bach, compilé vers 1722.
Le prélude est une brève toccata, avec cependant tous les éléments du genre. La fugue qui suit, au sujet omniprésent, est dansante.

## Prélude
Le prélude, noté , comporte 21 mesures dans le style improvisé de toccata rapide. Tonalité rarement employée chez Bach, l'atmosphère « n'est que charme et gaieté inaltérable » dans le Clavier bien tempéré. Il s'agit sans doute de la pièce la plus brève du recueil et brillante techniquement, car elle contient malgré tout, l'ensemble des caractéristiques du genre, qu'on imagine aisément à l'orgue : accords arpégés, traits de virtuosité partagés entre les deux mains, accords massifs et étalés. À la mesure 11, interviennent une série de cadences, comme extraites d'un concerto, ou typique d'un prélude de Haendel. Le sixième prélude des Pièces de clavecin de 1696, de Fischer, s'ouvre avec le même motif. Le prélude se termine sur une grande montée d'accords brisés sur trois octaves sur le ton d'origine, avec un si  pourvu d'un point d'orgue (ce point d'orgue excluant l'ajout d'un si  grave ensuite, comme il figure sur certaines éditions).

## Fugue
La fugue à trois voix, notée 
 est longue de 48 mesures. Le sujet est bâti sous la forme de blocs, sa tête d'une mesure, une autre mesure introduisant les doubles-croches et deux sauts de sixtes et enfin pour sa queue, deux mesures d'une volute de doubles avec répétition.
La fugue est en deux sections : jusqu'à la mesure 22, une seconde jusqu'à la fin, mesure 48. Le sujet est omniprésent, même dans les divertissements (en groupe de cinq mesures). Il y a deux contre-sujets, très contrastés.

## Postérité
Théodore Dubois en a réalisé une version pour piano à quatre mains (seulement de la fugue), publiée en 1914.
Ferruccio Busoni a tiré une étude pour piano du prélude.
Heitor Villa-Lobos a arrangé la fugue pour un orchestre de violoncelles à la demande du violoniste Antonio Lysy et publié chez Max Eschig,. Il place le prélude no 22 en premier et alterne quatre fugues avec deux autres préludes : Fugue no 5 (livre I), Prélude no 14 (livre II), Fugue no 1 (livre I), Prélude et fugue no 8 (livre I) et la présente Fugue no 21 qui achève la série.
Eric Lamb (en) a réalisé un arrangement de la fugue pour flûte, alto et violoncelle, enregistré pour le label Paladino en 2018 (PMR 0094).